# Okan Yılmaz
Pour les articles homonymes, voir Yılmaz.
Okan Yilmaz, né le 16 mai 1978 à Bursa, est un footballeur turc.

## Biographie
En tant qu’attaquant, il fut international turc à 8 reprises (2003-2004) pour 5 buts.
Il participa à la Coupe des confédérations 2003. Il inscrit trois buts dans le tournoi : il inscrit un but contre les USA sur penalty à la 40e minute pour une victoire 2 buts à 1 des turcs. Il inscrit un but contre le Brésil, à la 84e minute pour un match nul (2-2). Il inscrit un 3e but dans ce tournoi, contre la Colombie, à la 86e minute, dans le match pour la 3e place. 
Il fut titulaire contre le Cameroun, contre la France et titulaire contre les États-Unis. Il fut remplaçant contre le Brésil et remplacé dans le match contre la Colombie. La Turquie termina 3e du tournoi.
Il joua dans différents clubs turcs et dans un club grec (le Panthrakikos FC). Il fut meilleur buteur du championnat turc en 2001 (23 buts) et en 2003 (24 buts).

## Clubs
- 1996-1998 :  İnegölspor
- 1998-2005 :  Bursaspor
- 2005 :  Malatyaspor
- 2006 :  Konyaspor
- 2006 :  Sakaryaspor
- 2007 :  Diyarbakirspor
- 2008 :  Orduspor K
- 2008 :  Panthrakikos FC
- 2009 :  Belediye Vanspor

## Palmarès
- Coupe des confédérations
  - Troisième en 2003
- Championnat de Turquie de football

- - Meilleur buteur en 2001 et en 2003